# Богородицкий район
Богоро́дицкий райо́н — административно-территориальная единица (район) и муниципальное образование (муниципальный район) в Тульской области России.
Административный центр — город Богородицк.

## Физико-географическая характеристика

### География
Расположен в юго-восточной части Тульской области. Площадь 957 км².
Основные реки впадают в Упёрту и Непрядву. В окрестностях Богородицка находится каскад прудов. Основной пруд — проточный, питается водами Уперты и родников.
На территории района среди полезных ископаемых выделяется бурый уголь. Почвы района чернозёмные, чёрные лесостепные, дерново-подзолистые. Находится в переходной полосе лесостепи, остатки лесов сохранились лишь небольшими островками. Большую часть территории (около 80 %) занимают сельхозугодья.

### Экология
В период 2018—2019 годов проведена рекультивация 3 полигонов расположенных на территории муниципальных образований Богородицк, Бегичевское, Товарковское Богородицкого района (7,55 га).

## История
Район образован 13 мая 1924 года в результате районирования в составе Богородицкого уезда Тульской губернии.
С 1926 года после упразднения уездов Богородицкий район в прямом подчинении Тульской губернии.
В 1929 году в результате упразднения губерний вошёл в состав Тульского округа Московской области. На тот момент в состав района входили город Богородицк, а также Алексеево-Каменский, Алексеево-Телятинский, Бахметьевский, Бестужевский, Богдановский, Болоховский, Владимировский, Вязовский, Иевлевский, Ильинский, Кобылинский, Колычевский, Кузнецовский, Кузовский, Левинский, Лидинский, Ломовский, Ляпуновский, Малевский, Мостовский, Муровлянский, Мшищенский, Новопокровский, Новоспасский, Оленский, Павловский, Папоротский, Пестовский, Притонский, Суходольский, Товарковский, Федоровский, Чернавский и Шахтёрский сельсоветы.
25 декабря 1930 года был образован Октябрьский с/с.
14 мая 1931 года в Богородицком районе был образован пгт Каганович. Упразднён Малевский с/с.
21 июля 1931 года из Щёкинского района в Богородицкий были переданы Богучаровский, Ивакинский, Кобелевский и Миленинский с/с.
20 октября 1932 года из Богородицкого района в новообразованный Дедиловский район были переданы Богучаровский, Ивакинский, Кобелевский, Кузнецовский, Миленинский, Мостовский, Новоспасский и Оленский с/с.
21 октября 1932 года был образован Товарковский район. Из Богородицкого района в него были переданы пгт Каганович, а также Кузовский, Левинский, Ломовский, Октябрьский, Павловский, Папоротский, Товарковский и Шахтёрский с/с.
10 декабря 1932 года Ляпуновский с/с был передан в Куркинский район, Фёдоровский с/с — в Узловский район, Мшищенский и Чернавский с/с — в Воловский район, Алексеево-Телятинский, Колычевский и Лидинский с/с — в Тёпло-Огарёвский район, Бахметьевский, Бестужевский, Богдановский, Владимирский, Муровлянский и Пестовский с/с — в Епифанский район.
10 апреля 1934 года Богородицкий район был ликвидирован, его территория разделена между Узловским, Товарковским и Епифанским районами.
В 1936 году часть сельсоветов Узловского района и город Богородицк переданы в Товарковский район. Центром Товарковского района в новых границах установлен город Богородицк.
26 сентября 1937 года Товарковский район вошёл в состав вновь образованной Тульской области.
15 февраля 1944 года за счёт разукрупнения Товарковского района вновь образован Богородицкий район с центром в городе Богородицк, центр Товарковского района перенесен в рп. Каганович.
12 мая 1959 года в состав района вошла территория упраздненного Товарковского района.
1 февраля 1963 года город Богородицк отнесён к категории городов областного подчинения, а в 2006 году вновь стал городом районного подчинения.

## Население
| 1959    | 1970    | 1979    | 1989    | 2002    | 2009    | 2010    | 2011    | 2012    |
| ------- | ------- | ------- | ------- | ------- | ------- | ------- | ------- | ------- |
| 108 923 | ↘30 799 | ↘21 087 | ↘15 002 | ↘11 543 | ↗52 321 | ↘51 643 | ↘51 538 | ↘51 378 |
| 2013    | 2014    | 2015    | 2016    | 2017    | 2018    | 2019    | 2020    | 2021    |
| ↗51 544 | ↗51 563 | ↘51 533 | ↗51 560 | ↘51 231 | ↘51 069 | ↘50 425 | ↘49 942 | ↘49 848 |

### Урбанизация
Городское население (город Богородицк) составляет 59.3 % от всего населения района.

### Национальный состав
По итогам переписи населения 2020 года проживали следующие национальности (национальности менее 0,1 % и другое см. в сноске к строке «Другие»):
| Национальность | Численность, чел. | Доля     |
| -------------- | ----------------- | -------- |
| Русские        | 43 863            | 87,99 %  |
| Таджики        | 1235              | 2,48 %   |
| Армяне         | 414               | 0,83 %   |
| Азербайджанцы  | 233               | 0,47 %   |
| Татары         | 224               | 0,45 %   |
| Узбеки         | 219               | 0,44 %   |
| Украинцы       | 168               | 0,34 %   |
| Цыгане         | 153               | 0,31 %   |
| Киргизы        | 81                | 0,16 %   |
| Немцы          | 76                | 0,15 %   |
| Другие         | 3182              | 6,38 %   |
| Итого          | 49 848            | 100,00 % |

## Территориальное деление
Административно-территориальное устройство
Богородицкий район в рамках административно-территориального устройства включает 1 город районного подчинения и 14 сельских округов:
| №     | Административно-территориальная единица | Код ОКАТО  | Население 2002 (чел.) | Соответствие сельскому поселению |
| ----- | --------------------------------------- | ---------- | --------------------- | -------------------------------- |
| 1e-06 | Город районного подчинения:             |            |                       |                                  |
| 2e-06 | Богородицк                              | 70 208 501 |                       |                                  |
| 3e-06 | Сельские округа:                        |            |                       |                                  |
| 1     | Бахметьевский сельский округ            | 70 208 804 | 890                   | СП Бахметьевское                 |
| 2     | Бегичевский сельский округ              | 70 208 806 | 2692                  | СП Бегичевское                   |
| 3     | Большесуходольский сельский округ       | 70 208 808 | 354                   | СП Бегичевское                   |
| 4     | Иевлевский сельский округ               | 70 208 816 | 1145                  | СП Иевлевское                    |
| 5     | Корсаковский сельский округ             | 70 208 820 | 423                   | СП Бегичевское                   |
| 6     | Краснобуйцкий сельский округ            | 70 208 824 | 762                   | СП Бахметьевское                 |
| 7     | Кузовский сельский округ                | 70 208 828 | 894                   | СП Товарковское                  |
| 8     | Ломовский сельский округ                | 70 208 832 | 710                   | СП Товарковское                  |
| 9     | Малевский сельский округ                | 70 208 836 | 794                   | СП Бахметьевское                 |
| 10    | Новопокровский сельский округ           | 70 208 840 | 1556                  | СП Иевлевское                    |
| 11    | Романцевский сельский округ             | 70 208 844 | 836                   | СП Бегичевское                   |
| 12    | Товарковский сельский округ             | 70 208 848 | 9689                  | СП Товарковское                  |
| 13    | Черняевский сельский округ              | 70 208 852 | 433                   | СП Иевлевское                    |
| 14    | Шахтёрский сельский округ               | 70 208 856 | 1247                  | СП Бегичевское                   |

Муниципальное устройство
В муниципальный район, в рамках организации местного самоуправления, входят 5 муниципальных образований, в том числе 1 городское и 4 сельских поселения:
| №        | Муниципальное образование | Административный центр | Количество населённых пунктов | Население | Площадь, км2 |
| -------- | ------------------------- | ---------------------- | ----------------------------- | --------- | ------------ |
| 1e-06    | Городское поселение:      |                        |                               |           |              |
| 1        | город Богородицк          | город Богородицк       | 1                             | ↘29 560   | 26,90        |
| 1.000002 | Сельские поселения:       |                        |                               |           |              |
| 2        | Бахметьевское             | село Бахметьево        | 26                            | ↗1674     | 280,20       |
| 3        | Бегичевское               | посёлок Бегичевский    | 28                            | ↗5053     | 279,78       |
| 4        | Иевлевское                | село Иевлево           | 12                            | ↘2772     | 186,55       |
| 5        | Товарковское              | посёлок Товарковский   | 12                            | ↗10 789   | 172,11       |

В 2006 году в муниципальном районе были созданы два городских и 4 сельских поселения. В 2013 году упразднённое городское поселение рабочий посёлок Товарковский включено в сельское поселение Товарковское.

## Населённые пункты
В Богородицком районе один город и 78 сельских населённых пунктов.
| №  | Населённый пункт    | Тип             | Население (чел.) | Муниципальное образование | Сельский округ     |
| -- | ------------------- | --------------- | ---------------- | ------------------------- | ------------------ |
| 1  | Богородицк          | город           | ↘29 560          | город Богородицк          |                    |
| 2  | Александринский     | хутор           | ↘349             | Иевлевское                | Новопокровский     |
| 3  | Алексеевка          | деревня         | 0                | Бегичевское               | Корсаковский       |
| 4  | Анохино             | деревня         | 20               | Бахметьевское             | Бахметьевский      |
| 5  | Бабанино            | деревня         | 8                | Бахметьевское             | Бахметьевский      |
| 6  | Балахна             | деревня         | 37               | Бегичевское               | Шахтёрский         |
| 7  | Барыковка           | деревня         | 50               | Бахметьевское             | Бахметьевский      |
| 8  | Бахметьево          | село            | ↘418             | Бахметьевское             | Бахметьевский      |
| 9  | Бегичево            | деревня         | 56               | Бегичевское               | Корсаковский       |
| 10 | Бегичевские Выселки | посёлок         | 3                | Бегичевское               | Романцевский       |
| 11 | Бегичевский         | посёлок         | ↘2278            | Бегичевское               | Бегичевский        |
| 12 | Березовка           | село            | 31               | Бахметьевское             | Новопокровский     |
| 13 | Березовка           | деревня         | 54               | Иевлевское                | Краснобуйцкий      |
| 14 | Богдановка          | село            | 60               | Бахметьевское             | Краснобуйцкий      |
| 15 | Большой Суходол     | деревня         | ↘131             | Бегичевское               | Большесуходольский |
| 16 | Будыровка           | деревня         | 27               | Бахметьевское             | Краснобуйцкий      |
| 17 | Васильевка          | деревня         | 29               | Товарковское              | Товарковский       |
| 18 | Владимировка        | деревня         | 8                | Бахметьевское             | Малевский          |
| 19 | Волхоновка          | деревня         | 0                | Бахметьевское             | Бахметьевский      |
| 20 | Гагарино            | село            | ↘88              | Бахметьевское             | Бахметьевский      |
| 21 | Галевка             | деревня         | 12               | Бахметьевское             | Краснобуйцкий      |
| 22 | Горки               | деревня         | 21               | Иевлевское                | Иевлевский         |
| 23 | Городок             | посёлок         | ↘105             | Товарковское              | Ломовский          |
| 24 | Доброе              | деревня         | 16               | Бахметьевское             | Краснобуйцкий      |
| 25 | Дубовка             | деревня         | 0                | Иевлевское                | Новопокровский     |
| 26 | Жданка              | деревня         | ↘87              | Бегичевское               | Шахтёрский         |
| 27 | Иевлево             | село            | ↘1015            | Иевлевское                | Иевлевский         |
| 28 | Каменка             | деревня         | ↘139             | Бегичевское               | Корсаковский       |
| 29 | Каменка-Денисово    | деревня         | 7                | Бегичевское               | Корсаковский       |
| 30 | Карлино             | деревня         | 3                | Бахметьевское             | Бахметьевский      |
| 31 | Кащеевка            | деревня         | 15               | Бахметьевское             | Бахметьевский      |
| 32 | Кичевский           | посёлок         | ↘343             | Бахметьевское             | Краснобуйцкий      |
| 33 | Клиновое            | деревня         | 0                | Бахметьевское             | Бахметьевский      |
| 34 | Кобловский          | хутор           | ↗121             | Бегичевское               | Шахтёрский         |
| 35 | Кобылинка           | деревня         | ↗145             | Иевлевское                | Новопокровский     |
| 36 | Колбово             | деревня         | 1                | Бахметьевское             | Бахметьевский      |
| 37 | Колодези            | деревня         | ↘162             | Бегичевское               | Романцевский       |
| 38 | Коптевка            | деревня         | 12               | Бегичевское               | Большесуходольский |
| 39 | Корсаково           | деревня         | 36               | Бегичевское               | Корсаковский       |
| 40 | Котовка             | деревня         | 8                | Бегичевское               | Шахтёрский         |
| 41 | Красницы            | деревня         | 36               | Бегичевское               | Корсаковский       |
| 42 | Красные Буйцы       | село            | ↘101             | Бахметьевское             | Краснобуйцкий      |
| 43 | Красные Горки       | посёлок         | 9                | Товарковское              | Ломовский          |
| 44 | Красный             | посёлок         | 26               | Бахметьевское             | Бахметьевский      |
| 45 | Красный Посад       | посёлок         | 69               | Товарковское              | Ломовский          |
| 46 | Крутое              | деревня         | 0                | Бахметьевское             | Бахметьевский      |
| 47 | Кузовка             | село            | ↘763             | Товарковское              | Кузовский          |
| 48 | Левинка             | село            | ↘264             | Товарковское              | Товарковский       |
| 49 | Ломовка             | село            | ↘445             | Товарковское              | Ломовский          |
| 50 | Малёвка             | село            | ↘343             | Бахметьевское             | Малевский          |
| 51 | Малёвка             | посёлок станции | 0                | Товарковское              | Кузовский          |
| 52 | Малиновка           | деревня         | 4                | Бахметьевское             | Краснобуйцкий      |
| 53 | Моховое             | деревня         | ↗133             | Товарковское              | Товарковский       |
| 54 | Муравлянка          | деревня         | 13               | Бахметьевское             | Бахметьевский      |
| 55 | Мшищи               | деревня         | ↘88              | Иевлевское                | Черняевский        |
| 56 | Новопокровское      | село            | ↘792             | Иевлевское                | Новопокровский     |
| 57 | Новый Мир           | посёлок         | 6                | Иевлевское                | Новопокровский     |
| 58 | Новый Путь          | посёлок         | 11               | Бегичевское               | Большесуходольский |
| 59 | Ольгинка            | деревня         | 0                | Бегичевское               | Большесуходольский |
| 60 | Павловка            | деревня         | 85               | Товарковское              | Большесуходольский |
| 61 | Папоротка           | село            | ↘312             | Бахметьевское             | Малевский          |
| 62 | Покровка            | деревня         | 0                | Бегичевское               | Романцевский       |
| 63 | Пыжово              | деревня         | 2                | Бегичевское               | Корсаковский       |
| 64 | Романцево           | деревня         | 24               | Бегичевское               | Романцевский       |
| 65 | Романцевский        | посёлок         | ↘450             | Бегичевское               | Романцевский       |
| 66 | Сафоновка           | село            | 13               | Бахметьевское             | Краснобуйцкий      |
| 67 | Селезневка          | деревня         | 2                | Бахметьевское             | Краснобуйцкий      |
| 68 | Соколовский         | хутор           | 47               | Бегичевское               | Шахтёрский         |
| 69 | Спасское            | деревня         | 9                | Бегичевское               | Большесуходольский |
| 70 | Степановка          | деревня         | 44               | Иевлевское                | Новопокровский     |
| 71 | Сухотино            | деревня         | 54               | Бегичевское               | Большесуходольский |
| 72 | Товарково           | село            | ↘909             | Товарковское              | Товарковский       |
| 73 | Товарковский        | посёлок         | ↗7813            | Товарковское              | Товарковский       |
| 74 | Упёртовка           | деревня         | ↗390             | Бегичевское               | Шахтёрский         |
| 75 | Федоровка           | деревня         | 19               | Бегичевское               | Романцевский       |
| 76 | Черняевка           | село            | ↘252             | Иевлевское                | Черняевский        |
| 77 | Шахтёрский          | хутор           | ↘480             | Бегичевское               | Шахтёрский         |
| 78 | Шипулино            | деревня         | 44               | Бегичевское               | Романцевский       |
| 79 | Щегловка            | деревня         | 25               | Иевлевское                | Черняевский        |

Ряд населённых пунктов на территории современного Богородицкого района ранее относились к посёлкам городского типа (рабочим посёлкам): Жданковский в 1952—2005 гг., Бегичевский в 1949—2005 гг., Товарковский в 1932—2013 гг.
Упразднённые населённые пункты:
- 1986 год — посёлок Октябрьский[39].

## Экономика

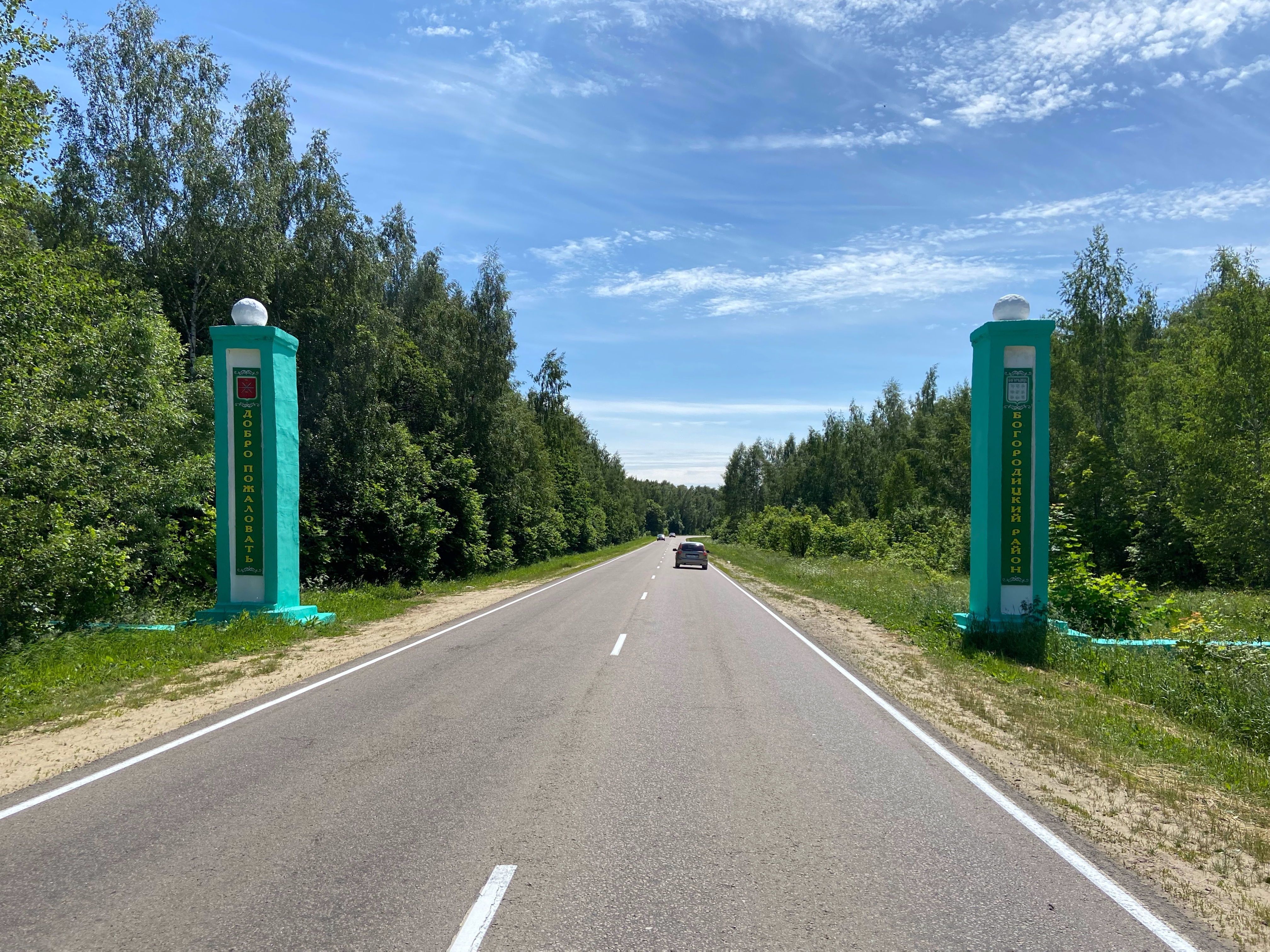
Стела при въезде в Богородицкий район

### Бюджет
С 2016 по 2020 год доходы консолидированного бюджета Богородицкого района возросли на 42,7 % с 1 млрд. 41 млн. 800 тыс. рублей до 1 млрд. 487 млн. 100 тыс. рублей. Объём налоговых и неналоговых доходов возрос на 38,8 % с 316,1 млн рублей до 438,7 млн рублей. Расходы бюджета в 2020 году возросли по сравнению с 2016 годом на 64,5 % с 896,6 млн рублей до 1 млрд. 474 млн. 700 тыс. рублей. Наибольшую долю расходов занимают образование — 47,7 %, жилищно-коммунальное хозяйство — 26,8 %, дорожное хозяйство — 6,4 %, охрана окружающей среды, культура — 4,6 %.

### Промышленность
Промышленность района представлена предприятиями электронной, угольной, металлообрабатывающей, лёгкой и пищевой отраслей. Наиболее крупными и динамично развивающимися являются предприятия: АО «Ресурс» (производство резисторов), ООО «Завод № 423» (производство приборов для контроля физических величин, датчиков, трансформаторов), обособленное подразделение ООО «Вартон» (производство светодиодных светотехнических изделий). С 2016 по 2019 год на территории Богородицкого района начали осуществлять производственную деятельность следующие предприятия промышленного производства: ООО «Завод литьевой оснастки» (производство разных машин специального назначения и их составных частей), ООО «ПолигофРУ» (производство бумажных изделий хозяйственно-бытового и санитарного назначения); ООО «Богородицкий молочный завод» (производство молока и молочной продукции).
В период 2016—2020 годов отгружено товаров собственного производства, выполнено работ, оказано услуг предприятиями и организациями района на сумму более 31,0 млрд рублей.

### Сельское хозяйство

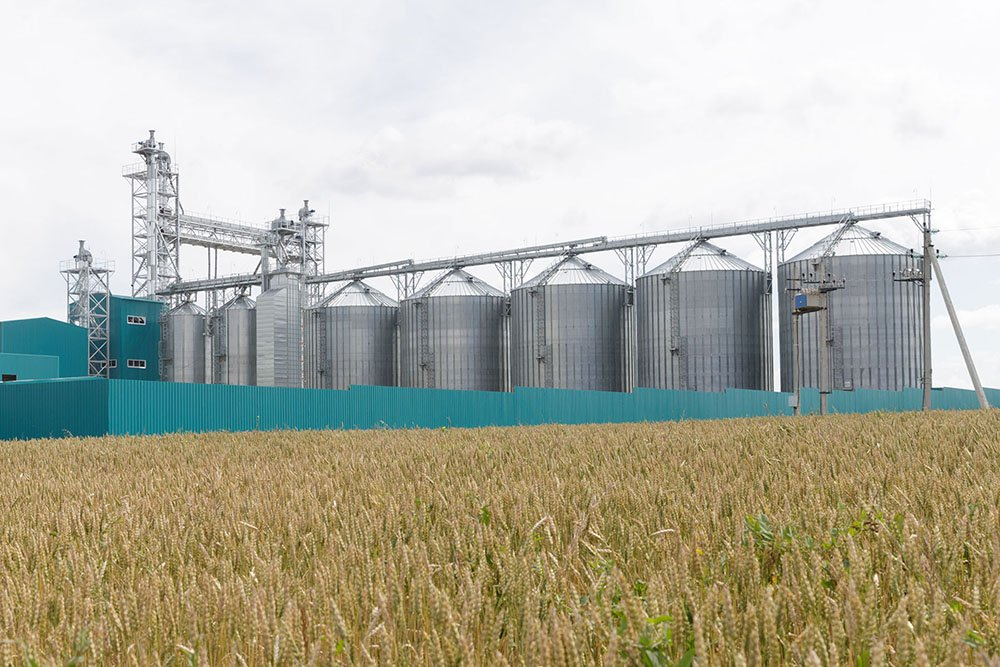
Предприятие по производству семян картофеля ООО «Богородицкий альянс» в селе Бахметьево

Сельское хозяйство специализируется на производстве зерна, сахарной свеклы, молока, мяса. Ведущие культуры — озимая и яровая пшеница, рожь, овёс, ячмень, гречиха. На территории района осуществляют хозяйственную деятельность 14 сельскохозяйственных предприятий и 28 крестьянских (фермерских) хозяйств. С 2016 по 2020 год в сельскохозяйственный оборот введено 4,2 тыс. га земли, процент использования пашни составил 89,3 %, а всего посевные площади сельскохозяйственных культур увеличились на 120 % в сравнении. За данный период валовой сбор зерновых и зернобобовых культур увеличился на 135 %, картофеля на 162 %, а продукция сельского хозяйства в хозяйствах всех категорий составила 12,1 млрд рублей.

### Предпринимательство
По состоянию на начало 2021 года на территории Богородицкого района насчитывалось 1185 субъекта малого и среднего предпринимательства, из них 185 юридических лиц и 1000 индивидуальных предпринимателей. За период 2016—2020 годы объём налоговых поступлений от субъектов малого и среднего предпринимательства в бюджеты всех уровней составил 1 млрд.758 млн. 510 тыс. рублей. Объём налоговых поступлений за 2020 год к уровню 2016 года увеличился на 29,5 %. Богородицким Фондом поддержки малого и среднего предпринимательства за пятилетний период 2016—2020 годы было выдано 118 займов на сумму 96,5 млн рублей.

## Социальная сфера

### Образование
Образовательная сфера представлена 30 образовательными организациями: 2 образовательных центра, 15 школ, 9 дошкольных учреждений, 4 учреждения дополнительного образования. В 2020—2021 учебном году в школах обучаются 4250 человек; 1482 воспитанника посещают детские сады, в том числе 105 детей — группы на базе центров образования; в учреждениях дополнительного образования занимаются 3147 человек. Учебный процесс в школах осуществляется в одну смену. В 2019 году на базе МОУ СШ № 17 создан Центр образования цифрового и гуманитарного профилей «Точка роста» в рамках регионального проекта «Современная школа».

### Культура и спорт
В сфере культуры, спорта и молодёжной политики функционирует 11 муниципальных учреждений (в том числе 6 учреждений культурно — досугового типа, 2 учреждения библиотечного обслуживания населения, 1 учреждение дополнительного образования детей, 1 учреждение спорта и 1 учреждение молодёжной политики). С целью сохранения, возрождения и
развития народных художественных промыслов в Богородицке функционирует Центр народной культуры и ремесла. Сфера культуры также представлена Культурно-информационным телерадиоцентром «Спектр» и Подростково-молодежным центром «Азимут» в Богородицке, Социальным культурно-спортивным комплексом в посёлке Товарковский, Центром культуры, досуга и библиотечного обслуживания в селе Бахметьево.
В Богородицке ежегодно проходит фестиваль детского театра имени Андрея Болотова.

## Туризм

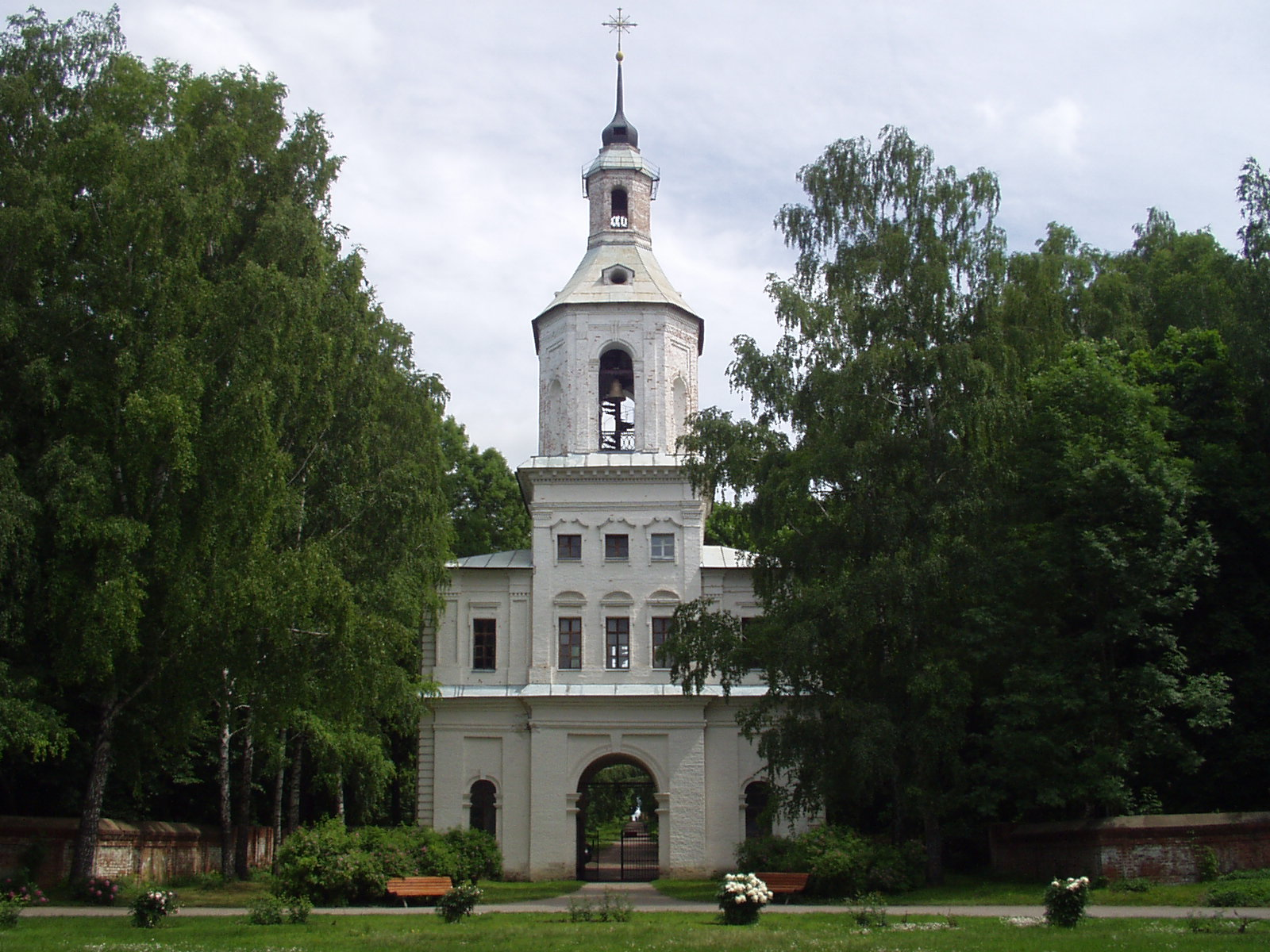
Въездная башня-колокольня усадьбы Бобринских

В 2015 году Богородицкий район на основе анализа туристских ресурсов, состояния инфраструктуры и транспортной логистики в разрезе муниципальных образований Тульской области был включён в туристско-рекреационный кластер «Куликовский». Основные направления туризма в районе являются культурно-познавательный, экологический и религиозный туризм.
Центром культурно-познавательного туризма является Богородицк, входящий в список малых исторических поселений Тульской области. Доминантой города является усадьба графов Бобринских, пожалованная императрицей Екатериной II своему внебрачному сыну от князя Григория Орлова. На территории усадьбы конца XVIII века в здании дворца, построенным архитектором Иваном Старовым, расположен музей с 14 экспозиционными залами площадью 670 м². В состав комплекса также входят 49 гектаров пейзажного парка, въездная башня в стиле нарышкинского барокко и Свято-Казанский храм. Музей знакомит посетителей с творчеством создателей дворцово-паркового ансамбля и с убранством интерьеров рубежа XVIII—XIX столетий. В 2007—2008 годы Богородицкий дворец участвовал в конкурсе «7 чудес России», где вошёл в число 49 лучших. Богородицкий Дворец-музей с парком включены в федеральный туристский маршрут «Русские усадьбы».
Филиалом Богородицкого музея-усадьбы является железнодорожная станция Жданка, появившаяся в 1874 году благодаря министру путей сообщения Российской империи Алексею Бобринскому, правнуку Екатерины II. В здании вокзала с 2012 году действует музей, экспозиции которого знакомят с историей развития железной дороги и самой станции. Экспозиционный зал занимает импровизированный интерьер кабинета министра, где представлены копии письменного стола, дивана, кресла, книжного шкафа и напольных часов по образцам конца XIX века. Перед вокзалом размещается небольшой пейзажный сквер, где установлены декоративные скульптуры.
К памятникам градостроительства в Богородице относятся бывший соляной магазин с лавкой (1780-е годы), здание бывшей детской библиотеки (конец XIX века), здание казначейства (начала XX века), дом В. А. Новикова (1910), дом купца Алексахина (начало XX века), дом купца Н. Н. Кобякова (начало XX века), здание пожарного депо (1910-е годы), здание бывшей женской гимназии (1914), административные здания на улицах Пролетарская, Победы и Ленина (2-я половина XIX века), а также ряд жилых домов на улицах Пролетарская, Коммунаров, Ленина и Луначарского (XIX — начало XX века).

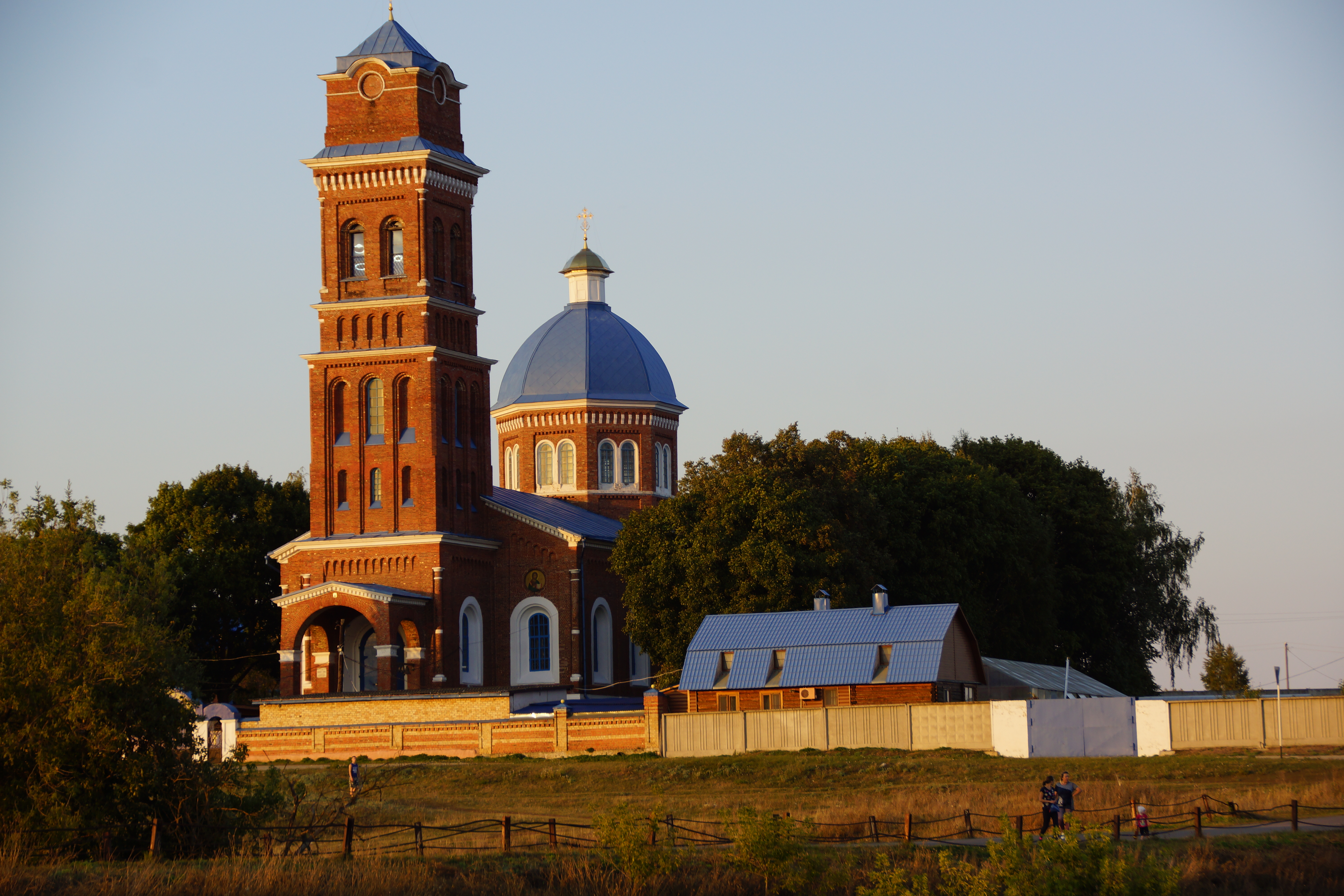
Казанский монастырь

Объектом посещения в рамках религиозного туризма является Казанский монастырь, расположенный в селе Папоротка. Женский монастырь был основан в 2001 году рядом с храмом в честь Казанской иконы Божией Матери, построенным во второй половине XIX века. Благодаря тому, что храм не подвергся разорению в советское время, в нём были сохранены настенная живопись, два иконостаса, иконы и предметы декоративно-прикладного искусства в 80-х годов XIX века.
Архитектурные стили церковного зодчества представлены классицизмом в церквях Казанской иконы Божией Матери (1780—1783) в Богородицке, Михаила Архангела (1795) в селе Красные Буйцы, Успения Пресвятой Богородицы с двумя каменными колокольнями (1810) в селе Берёзовка, Богоявления Господня (1831) в селе Кузовка, Николая Чудотворца (1808) в селе Малёвка, русским ампиром в соборе Успения Пресвятой Богородицы (1827—1831) в Богородицке, эклектикой в церкви Покрова Пресвятой Богородицы (1869) в селе Новопокровское и русско-византийским стилем в церкви Троицы Живоначальной (1903) в селе Черняевка.
Природными объектами на территории района являются карстовые воронки с водой в селе Кузовка, называемые «провальные ямы», и степное урочище «Нижний Дубик» на южных и юго-западных крутых склонах долин реки Непрядвы рядом с деревней Кичевские выселки. К археологическим памятникам относятся городище «Богдановский городок» восточнее деревни Колодези, городище «Красные Буйцы» рядом с одноимённым селом, а также селища в посёлках Красные Горки, Красный Посад и селе Иевлево.

## Транспорт
По территории Богородицкого района проходит автомобильная трасса «Дон», а также железная дорога от Тулы в южные регионы России.

## Известные уроженцы и жители
Герои Советского Союза:
1. Анохин, Дмитрий Алексеевич (1924—1944) — советский солдат, гвардии рядовой 215-го гвардейского стрелкового полка. Родился в деревне Волхоновка. Его именем названа родная деревня.
2. Безбородов, Василий Петрович (1917—2003) — советский офицер, политрук, участник Великой Отечественной войны. Родился в селе Товарково.
3. Волынкин, Илья Тихонович (1908—1956) — советский лётчик, участник Великой Отечественной войны. Родился в деревне Упёртовка.
4. Гречишкин, Василий Николаевич (1911—1943) — советский лётчик-бомбардировщик, участник Великой Отечественной войны. Родился в деревне Ольгинка.
5. Долгушин, Сергей Фёдорович (1920—2011) — советский лётчик-истребитель, участник Великой Отечественной войны. Родился в селе Новопокровское.
6. Жуков, Василий Петрович (1922—1944) — советский партизан, участник Великой Отечественной войны. Родился в деревне Берёзовка.
7. Зиновьев, Николай Иванович (1907—1987) — советский офицер-артиллерист, участник Великой Отечественной войны. Родился в деревне Алексеевка (ныне Тепло-Огарёвского района Тульской области), после войны жил и умер в Богородицке.
8. Зуев Алексей Алексеевич (1914—1948) — советский солдат, рядовой 108-й танковой бригады. Родился и умер в посёлке Товарковский.
9. Лазьков, Николай Михайлович (1924—1980) — советский солдат, участник Великой Отечественной войны. Родился в селе Большая Берёзовка.
10. Медведев, Илья Петрович (1912—1945) — советский разведчик, участник Великой Отечественной войны. Родился в деревне Степановка.
11. Морозов, Иван Иванович (1913—1965) — советский офицер, участник Великой Отечественной войны. Родился в деревне Вязовка.
12. Панков, Михаил Андреевич (1903—1989) — советский военный инженер, генерал-майор, участник Великой Отечественной войны. Родился в селе Нагиши Епифанского уезда Тульской губернии.
13. Подшибякин, Михаил Яковлевич (1916—1967) — советский офицер-артиллерист, участник Великой Отечественной войны. После войны жил и работал в городе Богородицке.
14. Ушаков, Александр Кириллович (1920—1992) — советский офицер, артиллерист-самоходчик, участник Великой Отечественной войны. Родился в селе Ломовка.

Полный кавалер ордена Славы:
- Свинолупов, Андрей Яковлевич (1908—1986) — советский солдат, сапёр, участник Великой Отечественной войны. Родился в селе Кузовка